# Трубка комунара
«Трубка комунара» — радянський художній чорно-білий німий фільм 1929 року, екранізація однойменного оповідання Іллі Еренбурга, знята режисером Костянтином Марджанішвілі.

## Сюжет
1871 рік, Паризька комуна, комунари тримають оборону проти версальців. На барикадах форту Святого Вінценсія біля гармати возиться чотирирічний хлопчик Жюль Ру, син комунара і муляра Луї Ру, і онук загиблого на барикадах 1848 року муляра Жана Ру. Він також один з комунарів — «блузників» — як презирливо господарі називають жебраків-робітників. Маленький Ру, як і батько Ру, бавиться трубкою, якою він, правда, не курить, а лише пускає мильні бульбашки. Коли захисники форту майже всі загинули — залишається тільки батько, хлопчик та ще троє «блузників» — комунарам пропонують переговори, і Луї Ру заради сина вирішує здатися, повіривши «білому прапору» версальців. Але комунарів розстрілюють, залишивши живим лише хлопчика, якого відвезли у Версаль — показати знаті як щось веселе — дитину-комунара. Великосвітські дами з буржуазії, дивуючись, сміючись над його єдиною в житті іграшкою — трубкою, поводяться з ним як зі своєю «іграшкою», принижуючи цього маленького «дикуна», доводячи свою розвагу до кінця — паризька аристократка Габріель де Боніве, найвродливіша жінка прекрасного з міст, убиває малюка Ру.

## У ролях
- Ушангі Чхеїдзе — каменяр Ру
- Веріко Анджапарідзе — тітка Луїза
- Сергій Забозлаєв — маленький Жюль Ру
- Т. Мензон — Габріель де Боніве
- Олександр Жоржоліані — офіцер-версалець
- Тамара Чавчавадзе — комунар
- Шалва Гамбашидзе — м'ясник
- Шалва Хонелі — епізод
- Іліко Мерабішвілі — епізод
- Михайло Давіташвілі — епізод
- Гайоз Меліава — епізод
- Михайло Султанішвілі — епізод
- Заал Терішвілі — епізод
- Давид Кобулов — епізод

## Знімальна група
- Режисер — Костянтин Марджанішвілі
- Сценарист — Костянтин Марджанішвілі
- Оператор — Сергій Забозлаєв
- Художник — Валеріан Сідамон-Еріставі